# (576) Emanuela
(576) Emanuela es un asteroide perteneciente al cinturón de asteroides descubierto el 22 de septiembre de 1905 por Paul Götz desde el observatorio de Heidelberg-Königstuhl, Alemania.
Está nombrado en honor a un amigo del descubridor.